# Tamsin Greig
Tamsin Margaret Mary Greig (Maidstone, Kent, 12 de julio de 1966), más conocida como Tamsin Greig, es una actriz inglesa de teatro, cine y televisión.
Egresada de Artes dramáticas y teatrales de la Universidad de Birmingham, ha recibido diversos reconocimientos en el ámbito teatral, entre ellos el Premio Laurence Olivier en la categoría mejor actriz por su rol en la obra Much Ado About Nothing, estrenada en el Novello Theatre de la ciudad de Westminster en el año 2007, y una nominación al mismo galardón y categoría en 2011 por su papel en la obra The Little Dog Laughed, estrenada en el Garrick Theatre de la misma ciudad.
En el ámbito de la televisión, ha sido nominada a dos British Academy Television Awards a la mejor interpretación en comedia por su trabajo en Green Wing y a la mejor interpretación femenina en un programa de comedia por su rol en Friday Night Dinner en 2005 y 2012, respectivamente.
Criada como atea, se convirtió al cristianismo hacia 1996.

## Filmografía seleccionada

### Televisión
Series
- 1994: Blue Heaven.
- 1996: Neverwhere.
- 1997−1998: Blind Men.
- 2000−2004: Black Books.
- 2004−2006: Green Wing.
- 2005: Doctor Who.
- 2005−2008: Love Soup.
- 2006: The Secret Policeman’s Ball.
- 2009: Emma.
- 2010: Tamara Drewe.
- 2011-2017: Episodes.
- 2011−2012: Friday Night Dinner.
- 2012: White Heat.
- 2020: Belgravia

### Cine
- 2002: Falling Apart.
- 2003: Ready When You Are Mr. McGill.
- 2004: When I'm Sixty-Four.
- 2006: The Secret Policeman's Ball.
- 2010: Going Postal.
- 2011: Stop the World (cortometraje).
- 2013: Don't Miss the Cup (cortometraje).
- 2014: Breaking the Bank.
- 2015: El nuevo exótico Hotel Marigold.
- 2019: Official Secrets[6]
- 2019: Days of the Bagnold Summer

## Premios y nominaciones
| Año  | Premio                            | Categoría                                               | Trabajo nominado       | Resultado | Ref.  |
| ---- | --------------------------------- | ------------------------------------------------------- | ---------------------- | --------- | ----- |
| 2004 | Royal Television Society          | Interpretación en comedia                               | Green Wing             | Ganadora  |       |
| 2005 | British Academy Television Awards | Mejor interpretación en comedia                         | Green Wing             | Ganadora  | [ 3 ] |
| 2005 | British Comedy Awards             | Mejor actriz de comedia en televisión                   | Green Wing y Love Soup | Nominada  |       |
| 2005 | Royal Television Society          | Mejor interpretación en comedia                         | Green Wing             | Ganadora  |       |
| 2006 | British Comedy Awards             | Mejor actriz de comedia en televisión                   | Green Wing             | Nominada  | [ 7 ] |
| 2006 | Círculo de críticos de teatro     | Mejor interpretación shakesperiana                      | Much Ado About Nothing | Ganadora  | [ 8 ] |
| 2007 | Premio Laurence Olivier           | Mejor actriz                                            | Much Ado About Nothing | Ganadora  | [ 1 ] |
| 2010 | British Independent Film Awards   | Mejor actriz de reparto                                 | Tamara Drewe           | Nominada  |       |
| 2011 | Premio Laurence Olivier           | Mejor actriz                                            | The Little Dog Laughed | Nominada  | [ 2 ] |
| 2011 | British Comedy Awards             | Mejor actriz de comedia en televisión                   | Friday Night Dinner    | Nominada  | [ 9 ] |
| 2012 | British Academy Television Awards | Mejor interpretación femenina en un programa de comedia | Friday Night Dinner    | Ganadora  | [ 4 ] |